# Casa-fàbrica Isaura
La casa-fàbrica Isaura és un conjunt d’edificis situats als carrers de l’Om, Sant Bertran i Santa Madrona del Raval de Barcelona, parcialment conservat.

## Història i descripció
El 1863, es va posar en subhasta l'edifici de la Foneria Barcelonesa al carrer de l'Om, 8, i el fabricant d'objectes de bronze i argent Francesc de Paula Isaura i Fargas (1824-1885) n'esdevingué propietari de la meitat meridional. El març del 1864, va demanar permís per a reformar-la i unirla amb la casa veïna del carrer de l'Om, 10 i de Sant Bertran, 2, segons el projecte de l'arquitecte Carles Gauran, que va unificar les façanes fins a l'alçada de planta baixa i quatre pisos, amb balcons de baranes de ferro colat, a més del trasllat del portal principal per a fer-lo coincidir amb el centre del nou edifici. A la llinda hi ha l'escut borbònic, ja que el 1861 Isaura havia estat nomenat cavaller de l'Orde d'Isabel la Catòlica, i el 1877 comanador de l'Orde de Carles III. Poc després, el juny del mateix any, Isaura va presentar una altra sol·licitud per a remuntar tres pisos a la «quadra» situada a l’interior d'illa i façana a una androna que comunicava amb el carrer de Santa Madrona, segons el projecte del mateix Gauran. L'agost del 1865, declarava que, havent arribat amb un acord amb els Srs. Boada i Prats, demanava permís per a construir una nova façana al carrer de Santa Madrona, seguint l'alineació d'aquest carrer, també segons el projecte de Gauran.

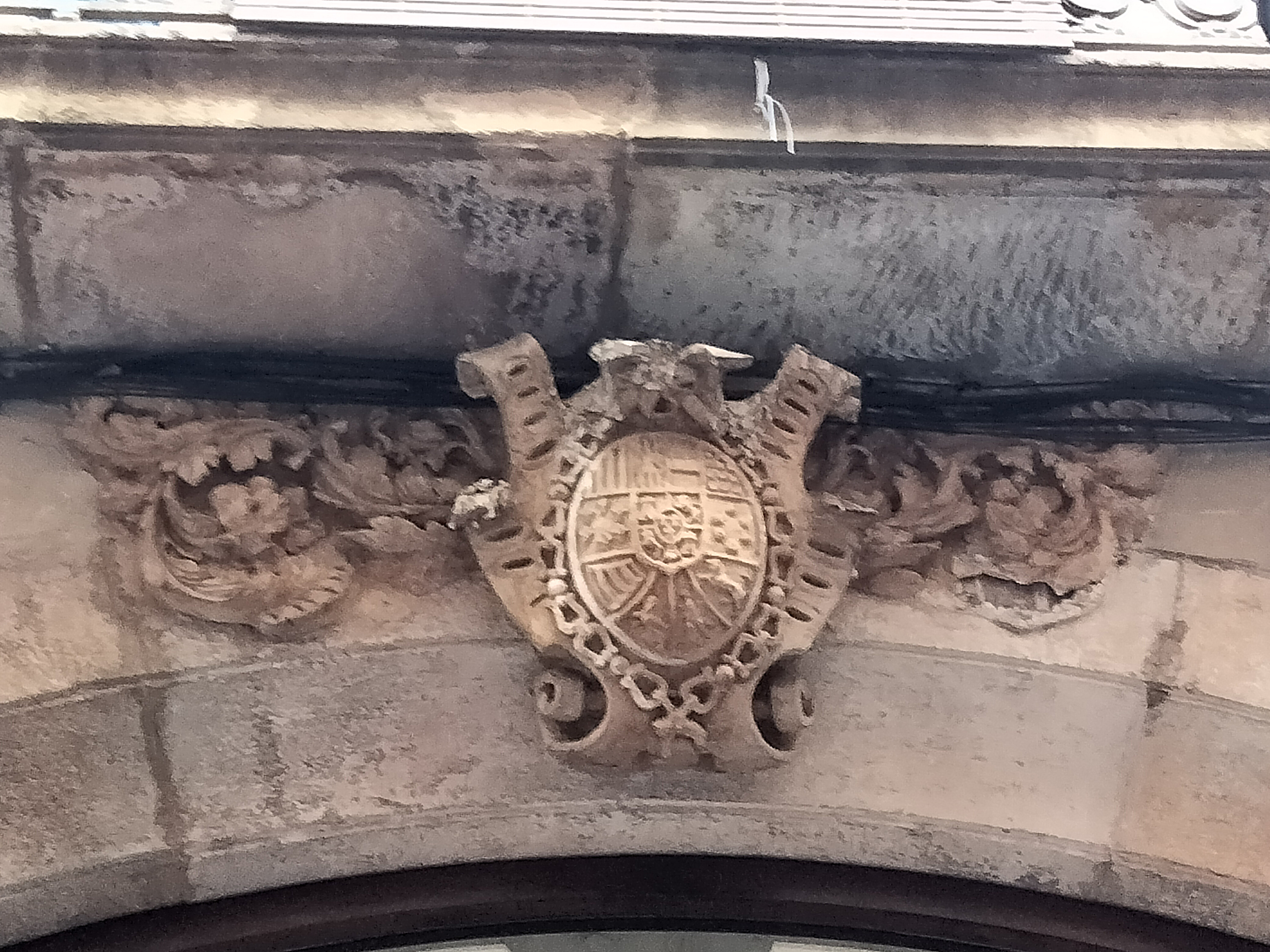
Escut borbònic del portal

Interior de la fàbrica de Francesc de Paula Isaura el 1877 segons Antoni Rigalt i Blanch (La Ilustración Española y Americana, núm. XXVI)

La fàbrica s'anunciava així en una guia de l'època: «Isaura, Francisco de Paula; platero y fundidor broncista de la Real Casa y cámara de S.M., caballero de Isabel la Católica, premiado en varias esposiciones nacionales y estranjeras. Fábrica y despacho por mayor de manufacturas de bronce, servicios para mesa, de alpaca, plateados, y bronce dorado, bernisado o pulido, servicios para café, relojes de sobremesa, arañas de salon para bujías ó gas, escribanías, candeleros, candelabros, Stos. Cristos, aparatos para gas desde lo mas sencillo á lo más rico para salones y teatros y servicios para Iglesias y Oratorios. La fábrica, c. Olmo, 8, y el depósito, c. Jaime 1º, 10.» Una de les seves especialitats era l'anomenada plata Ruolz, una tècnica de galvanització electrolítica inventada pel comte de Ruolz, de la qual Isaura n'havia adquirit la patent a l'Estat espanyol, i amb la que es fabricaven vaixelles, objectes de culte eclesiàstic i altres d'ús domèstic.
El 1866, la fàbrica es va traslladar a les noves instal·lacions, i l'any següent es va presentar a l'Exposició Universal de París, on va obtenir una menció honorífica pels seus objectes de bronze. El 1874, Isaura va demanar permís per a instal·lar-hi una caldera de vapor sistema Bode, segons el projecte de l'enginyer Antoni Dardet. El 1881, va presentar una sol·licitud per a ampliar la «quadra» al nou passatge de Dodero (actual carrer de Santa Madrona, 15), i poc després va demanar permís per a instal·lar-hi una nova caldera de vapor, segons el projecte de l'enginyer Gaspar Forcada.
A la seva mort el 1885, fou succeït pel seu fill Ramon Isaura i Andreu, que es va declarar en fallida el 1888. Posteriorment, s'hi va instal·lar la fàbrica de la Compañía para la fabricación de contadores de gas, agua y electricidad, dirigida per Andreu Triana. El 1922, el fabricant de pianos Jenner Climent i Cia Ltda va demanar permís per a instal·lar un motor elèctric a la «quadra» del carrer de Santa Madrona.
El 1983 es va segregar i enderrocar la «quadra» per a la construcció d'una promoció d'habitatges al carrer de Santa Madrona, que també va obliterar la fàbrica Llimona i el passatge de l'Om. Segons l'informe de valoració patrimonial de l'equip Caballé-Gonzàlez (Veclus SL), aquest fet era per si mateix suficient per a no incloure la casa-fàbrica en la «Modificació del Pla Especial de Protecció del Patrimoni Arquitectònic Històric-Artístic al Districte de Ciutat Vella, per a incorporar el Patrimoni Industrial del Raval (Fàbriques i Cases Fàbrica)», aprovada definitivament el 2018.